# Topolice (Bystrzyca Kłodzka)
Topolice (deutsch: Aspenau) ist ein Ort in der Stadt- und Landgemeinde Bystrzyca Kłodzka im Powiat Kłodzki der Woiwodschaft Niederschlesien in Polen. Es liegt neun Kilometer nordwestlich von Bystrzyca Kłodzka (Habelschwerdt).

## Geographie
Topolice liegt etwa in der Mitte der Glatzer Kessels am Steinbergwasser (polnisch Duna Górna), einem linken Nebenfluss der Glatzer Neiße. Es wird von Krosnowice (Rengersdorf) aus über eine Stichstraße erreicht, die in Topolice endet. Nachbarorte sind Stary Wielisław Dolny (Nieder Altwilmsdorf) im Norden, Krosnowice und Skorzów (Wachsmann) im Nordosten, Żelazno (Eisersdorf) im Osten, Mielnik (Melling) und Gorzanów (Grafenort) im Südosten, Szklarka (Glasendorf) im Süden, Stara Łomnica (Alt Lomnitz) und Nowa Łomnica (Neu Lomnitz) im Südwesten und Starków (Alt Batzdorf) und Stary Wielisław (Alt Wilmsdorf) im Nordwesten. Südöstlich erheben sich der 506 m hohe Eichberg (polnisch Dłębowa) und die 518 m hohe Weißkoppe (Wapniarka).

## Geschichte
Das Gebiet des späteren Aspenau gehörte bis 1625 zum Vorwerk des Rengersdorfer Schlossanteils, der seit ältesten Zeiten den Herren von Pannwitz gehörte, dessen erster namentlich bekannter Besitzer Wolfram von Pannwitz war. Er bekleidete bis zu seinem Tode 1346 das Amt des königlich böhmischen Burggrafen von Glatz. Nach dem Tode Christophs von Pannwitz († 1624), der 1618 am Böhmischen Ständeaufstand von 1618 beteiligt war, wurden seine Söhne Otto, Christoph und Dittrich zunächst enteignet. Nach der Rückkehr zum katholischen Glauben erhielten sie die Besitzungen zurück. Da sie das Strafgeld von 2400 Talern nicht aufbringen konnten, traten sie 1625 den sogenannten „Aspenbusch“ an den Landesherrn ab. 1684 bemühte sich die verwitwete Barbara Helena von Pannwitz erfolglos um den Rückkauf des konfiszierten Aspenbuschs. 1698 setzte das landesherrliche Rentamt auf dem Aspenbusch zwölf Gärtnerstellen aus. Das so entstandene Kammerdorf Aspenau war zur Rengersdorfer Pfarrkirche gewidmet. 1702 wurde eine weitere Gärtnerstelle auf einer Wiese angelegt, die damals zum Rengersdorfer Vorderhof gehörte.
Nach dem Ersten Schlesischen Krieg 1742 und endgültig mit dem Hubertusburger Frieden 1763 fiel Aspenau zusammen mit der Grafschaft Glatz an Preußen. 1773 legte der damalige Besitzer des Rengersdorfer Schlossanteils, der Glatzer Landrat Carl Wenzel von Prittwitz, vier weitere Gärtnerstellen an.
1799 bestand Aspenau aus drei Teilen mit 17 Häusern, in denen insgesamt 92 Menschen lebten:
- Zum Kammeranteil, der weiterhin auch als „Aspenbusch“, als „Hegerei im Aspenbusch“ oder auch als „Amtsbusch“ bezeichnet wurde, gehörten die 1698 angelegten 12 Gärtnerstellen.
- Vier Gärtnerstellen gehörten zum Rengersdorfer Schlossanteil.
- Die 1702 angelegte Gärtnerstelle war seit 1791 zum Rengersdorfer Hinterhof untertänig.

Nach der Neugliederung Preußens gehörte Aspenau ab 1815 zur Provinz Schlesien und war zunächst dem Landkreis Glatz und ab 1818 dem neu geschaffenen Landkreis Habelschwerdt eingegliedert, mit dem es bis 1945 verbunden blieb. Seit 1874 gehörte die Landgemeinde Aspenau zum Amtsbezirk Alt Lomnitz. 1939 wurden 31 Einwohner gezählt.
Als Folge des Zweiten Weltkriegs fiel Aspenau 1945 mit dem größten Teil Schlesiens an Polen und wurde zunächst in Topolów und später in Topolice umbenannt. Die deutsche Bevölkerung wurde vertrieben. Die neu angesiedelten Bewohner waren teilweise Zwangsumgesiedelte aus Ostpolen, das an die Sowjetunion gefallen war. Ab 1945 gehörte Topolice zum Powiat Bystrzycki (Habelschwerdt), der 1975 aufgelöst wurde. 1975 kam es an die neu gebildete Woiwodschaft Wałbrzych (Waldenburg), die bis 1998 bestand. Kirchlich gehört Topolice zur Pfarreikirche Maria-Magdalena in Grafenort.